# سیارک ۱۵۸۶۸
سیارک ۱۵۸۶۸ (به انگلیسی: 15868 Akiyoshidai، نامگذاری:1996OL) پانزده هزار و هشتصد و شصت و هشتمین سیارک کشف شده‌است که در ۱۶ ژوئیه ۱۹۹۶ کشف شد.
قدر مطلق سیارک برابر ۱۵٫۱۰ است.